# Joris Pijs
Joris Pijs (ur. 2 kwietnia 1987 r. w Groningen) – holenderski wioślarz.

## Osiągnięcia
- Mistrzostwa Świata Juniorów – Brandenburg 2005 – czwórka podwójna – 12. miejsce[1].
- Mistrzostwa Świata U-23 – Hazewinkel 2009 – czwórka bez sternika wagi lekkiej – 10. miejsce[1].
- Mistrzostwa Świata U-23 – Glasgow 2007 – czwórka bez sternika wagi lekkiej – 4. miejsce[1].
- Mistrzostwa Świata U-23 – Račice 2009 – jedynka wagi lekkiej – 6. miejsce[1].
- Mistrzostwa Europy – Montemor-o-Velho 2010 – dwójka bez sternika wagi lekkiej – 2. miejsce[1].